# Tempel van Bacchus
De Tempel van Bacchus was een belangrijke Romeinse tempel in Baalbek, Libanon. De tempel was gewijd aan Bacchus (ook bekend als Dionysos), de Romeinse god van de wijn. Het wordt beschouwd als een van de best bewaarde Romeinse tempels ter wereld. De tempel werd rond 150 in opdracht van de Romeinse keizer Antoninus Pius gebouwd door een onbekende architect.
De tempel is 69 meter lang en 36 meter breed. De muren zijn versierd met tweeënveertig zuilen in de Korinthische orde. Negentien zuilen, met een hoogte van 19 meter, zijn daarvan rechtop blijven staan. De zuilen dragen een rijk gesneden hoofdgestel. De cella is versierd met Korinthische halfzuilen. Aan weerszijden van de cella worden scènes van de geboorte en het leven van Bacchus uitgebeeld. Het adyton (binnenste schrijn) staat boven een trap.
De tempel staat dicht bij een grotere tempel, gewijd aan Jupiter en Baäl, die in de oudheid al duizenden bezoekers trok. In Baalbelk stond ook nog een tempel gewijd aan Venus. In 1984 werden de verschillende ruïnes van Baalbek door UNESCO tot Werelderfgoed verklaard.

## Galerij

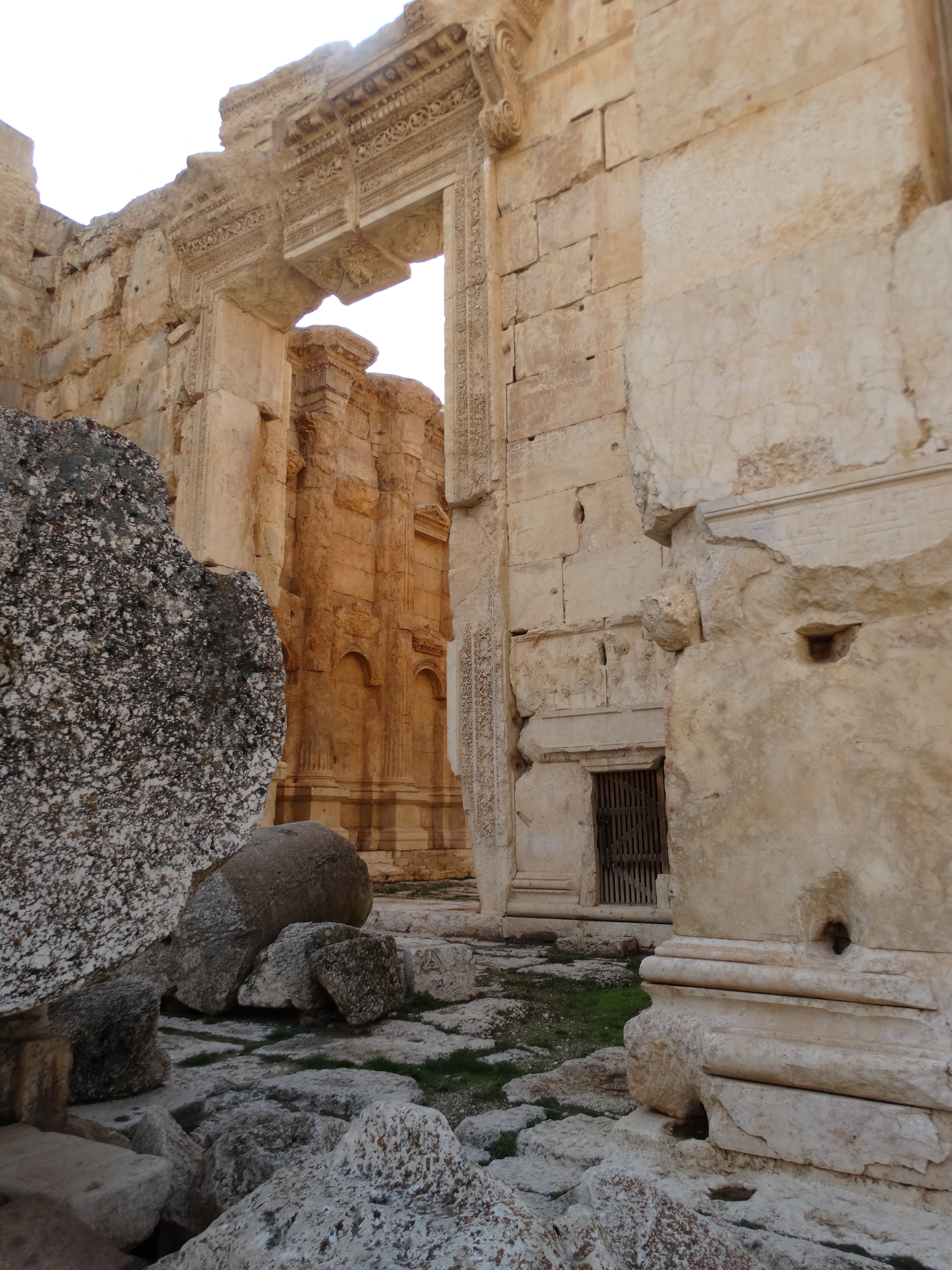
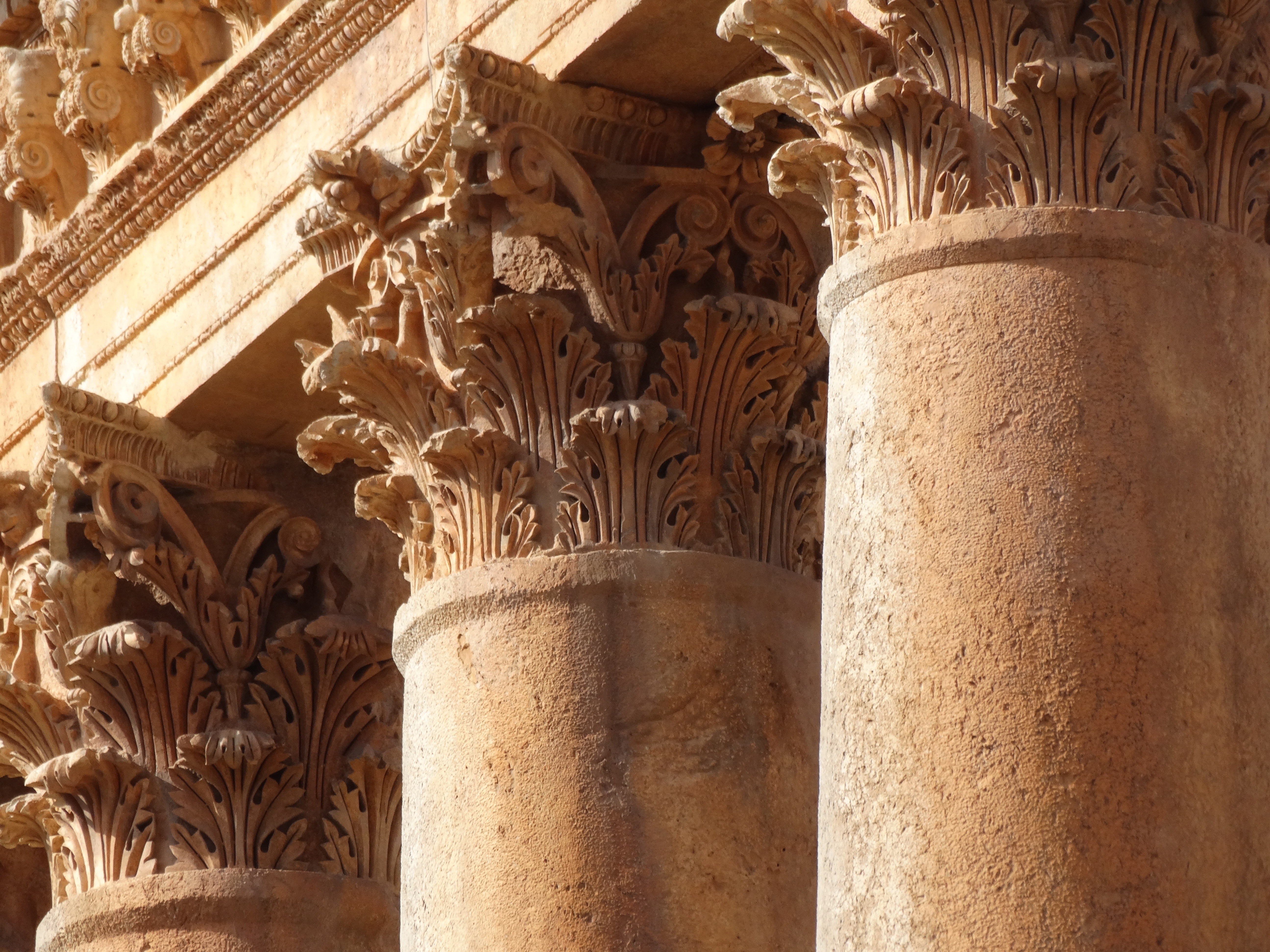
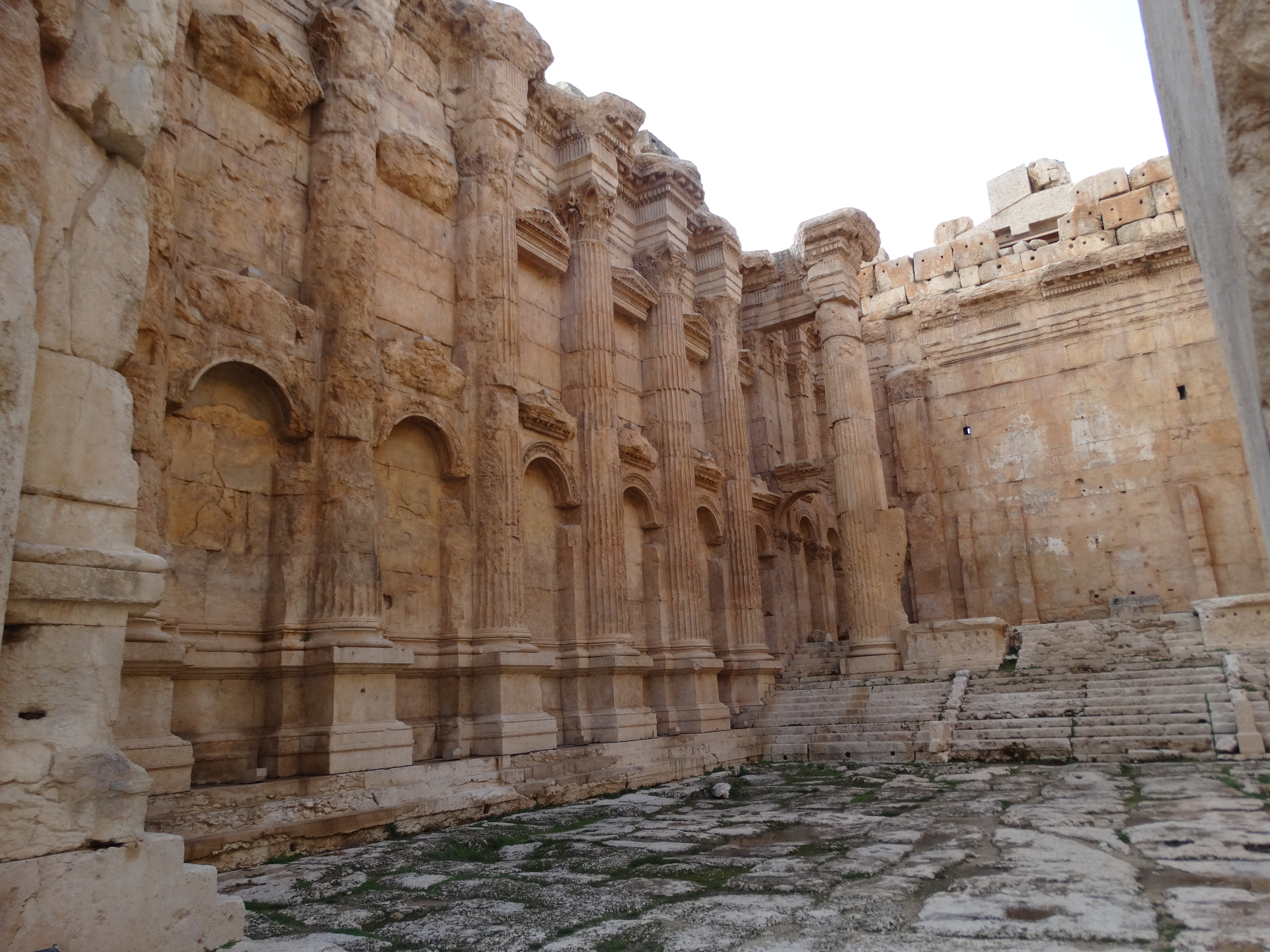
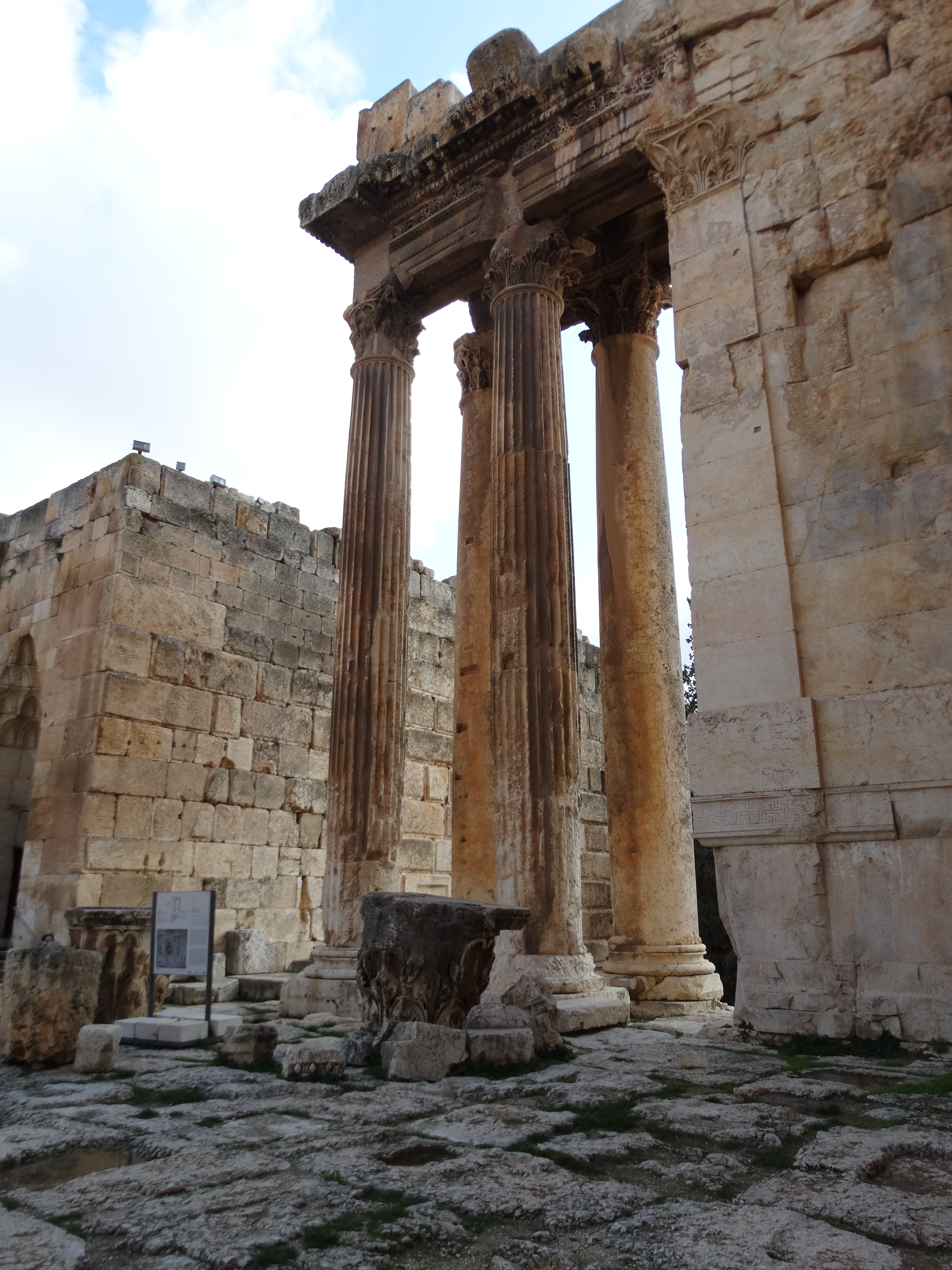
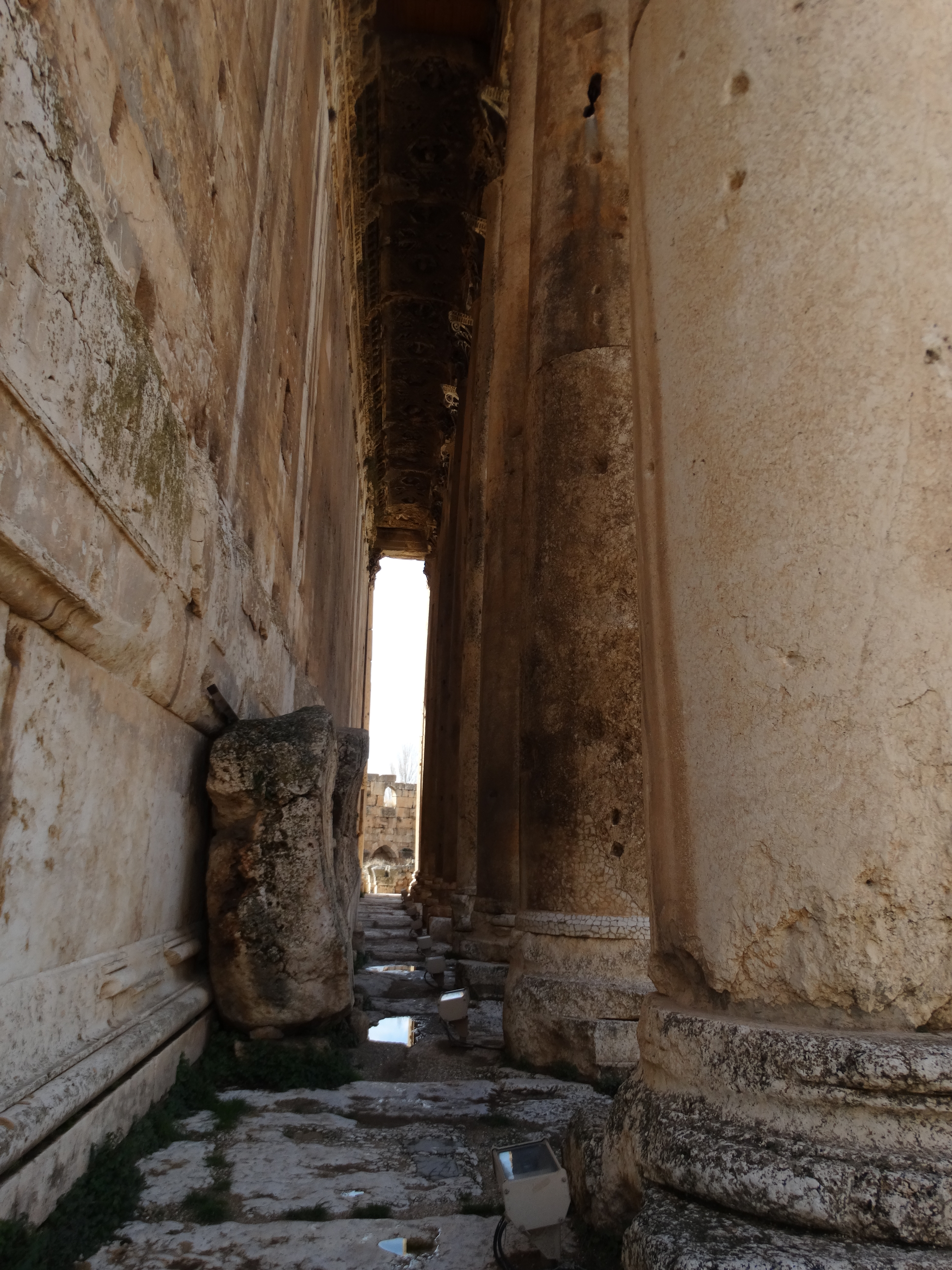
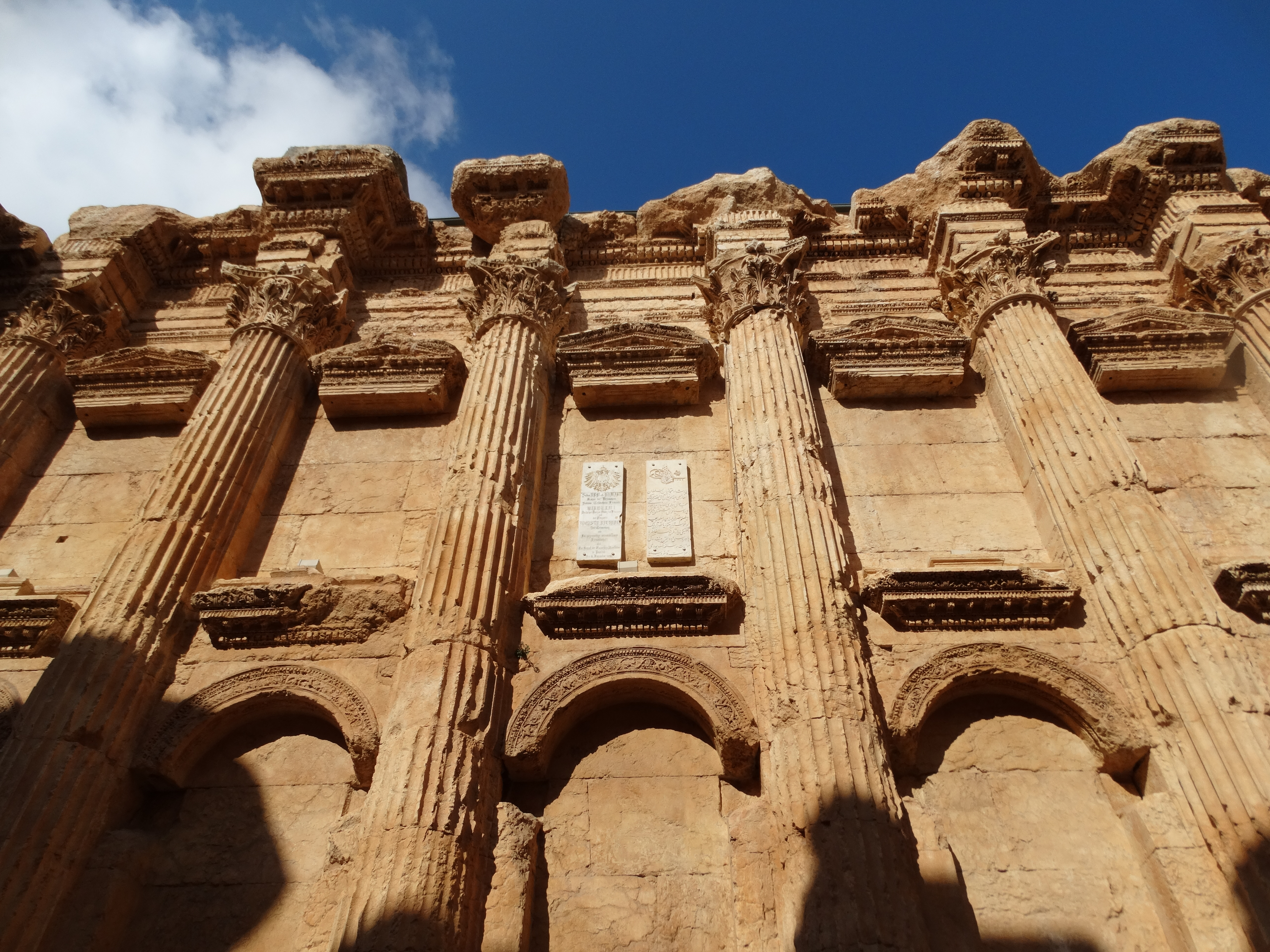

Anjar · Baalbek · Byblos · Tyrus · Qadisha-vallei en het Bos van de ceders van God